# Лоренсетти, Густаво
Густаво Рубен Лоренсетти Эспиноса (исп. Gustavo Rubén Lorenzetti Espinosa; 10 мая 1985 года, Росарио) — аргентинский футболист, игравший на позиции полузащитника.

## Биография
Густаво Лоренсетти — воспитанник аргентинского футбольного клуба «Росарио Сентраль». 27 сентября 2003 года он дебютировал в аргентинской Примере, выйдя на замену в концовке гостевого поединка против «Тальереса».
2006 год Лоренсетти провёл на правах аренды, выступая за команду чилийской Примеры «Кокимбо Унидо». С 2007 года он играл за другой чилийский клуб «Универсидад де Консепсьон», с которым в 2009 выиграл Кубок Чили.
В середине 2011 года Густаво Лоренсетти перешёл в «Универсидад де Чили», в составе которого четырежды становился чемпионом Чили, а также дважды побеждал в Кубке Чили и в 2011 году выиграл Южноамериканский кубок.

## Достижения
- Чемпион Чили (4): Кл. 2011, Ап. 2012, Ап. 2014, Кл. 2017
- Обладатель Кубка Чили (3): 2008/09, 2012/13, 2015
- Обладатель Суперкубка Чили (1): 2015
- Чемпион Уругвая (1): 2019
- Обладатель Южноамериканского кубка (1): 2011